# Iglesia de San Juan de Ávila
La Iglesia San Juan de Ávila es una iglesia católica situada en Alcalá de Henares, España.

## Historía
En el año 1995 el obispado de Alcalá de Henares le encomendó al ingeniero uruguayo Eladio Dieste, la construcción de un nuevo templo dedicado a San Juan de Ávila. La construcción iniciaría en 1996 y en dicha construcción predominaría la técnica constructiva del ladrillo armado.  Además de la técnica utilizada, Dieste se inspiraría en el diseño proyectado para la construcción de la Iglesia de Nuestra Señora de Lourdes en el barrio montevideano de Malvin. Un proyecto que jamás llegaría a culminarse, quedando hasta el presente el ábside de la misma. La Iglesia de San Juan de Ávila se inauguraría en 1998. 